# 黑球反對票
源自於古希臘的投票方法，當時投票者用白球或黑球表達自己的意向，球與投票的關聯可從ballot(不記名投票)此字看出。現今，若投票目的是為決定新成員是否可以加入，則反對票被稱為黑球反對票(Blackball)。